# Elim Garak

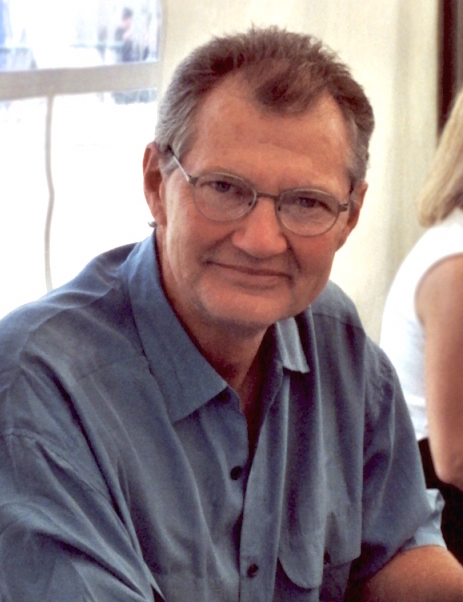
L'acteur américain Andrew Robinson à la convention de SF ExpoTrek à Hanovre, en Allemagne, 2000.

Elim Garak est un personnage de l'univers de fiction de Star Trek, et plus particulièrement  de la série Deep Space Nine, interprété par l'acteur Andrew Robinson.

## Biographie
Garak est le seul Cardassien en exil sur la station Deep Space Nine. Il se décrit comme un « simple tailleur », mais, dès qu'ils ont fait connaissance, le Dr Julian Bashir suspecte Garak d'avoir beaucoup à cacher. En fait, rien de ce que dit Garak ne peut être cru avec certitude, ce qui permet aux scénaristes de modifier à volonté sa vie passée.
Avant le retrait des Cardassiens de Bajor, Garak était un agent opérationnel au service de l'Ordre Obsidien, le bras droit - et le fils illégitime - de son patron Enabran Tain, chef de la police secrète cardassienne. Il a été aussi jardinier officiel de l'ambassade cardassienne sur Romulus. La trahison de Garak envers Tain entraînera son exil sur Deep Space Nine.
Il aidera l'équipage de Deep Space Nine de manière détournée: ainsi quand deux sœurs Klingonnes tenteront de vendre des explosifs puissants à un terroriste bajoran, ou quand Gul Dukat tentera de discréditer un haut dignitaire Cardassien, Garak s'arrangera pour que Bashir soit comme par hasard au bon endroit au bon moment pour déjouer ces funestes projets. Ses retrouvailles avec Tain auront lieu à la suite d'une tentative d'assassinat sur sa personne, une bombe explosant dans son magasin. Remontant la piste le conduisant aux Romuliens, ceux-ci le capturent et le conduisent à son ancien patron, qui l'invite à retravailler pour lui et à réintégrer son poste et sa citoyenneté, ce que Garak accepte malgré le fait que c'est Tain qui a tenté de le faire assassiner (Garak ayant contré ce projet en faisant sauter son propre magasin). Malheureusement, le plan de Tain pour faire une frappe préventive afin de décapiter le Dominion et la menace qu'il représente est un échec, et il fut capturé par l'ennemi.
Lorsque Tora Ziyal, la fille illégitime mi-Bajorane mi-Cardassienne du Gul Dukat, séjourne sur la station, il en tombe amoureux, ce qui lui vaudra de compter le Gul parmi ses ennemis. Ayant reçu un message de Tain disant qu'il était vivant, Garak part à sa recherche, et il est interné dans un camp d'extermination avec d'autres survivant cardassiens, dont Tain, internement au cours duquel sa claustrophobie se révèle. Mais Tain est mourant, et il meurt après avoir finalement reconnu Garak comme son fils. C'est alors que l'Union Cardassienne rejoint les rangs du Dominion, ce qui permet la libération des prisonniers cardassiens. Malheureusement pour Garak, le nouveau chef du gouvernement de Cardassia n'est autre que Gul Dukat, qui s'arrange pour le laisser moisir en cellule. Mais grâce au canal secret fabriqué par Tain, il parvient à prendre le contrôle d'un vaisseau et a les faire s'évader.
Durant la guerre du Dominion qui enflamme le Quadrant Alpha, Garak est une  précieuse source de renseignements sur Cardassia pour la Fédération. Bien que ce soit une source de culpabilité pour lui, il est conscient que cette aide pour combattre son peuple est la seule solution pour le sauver. 
En 2375, Garak rentre sur sa planète pour aider la résistance et causer ainsi la défaite du Dominion.
Après la guerre, Garak reste sur Cardassia, quasiment détruite, avec ses 800 millions de victimes.